# Рабство у первобытных народов
Наиболее примитивными обществами в начале XX века являлись австралийские племена. Соответственно этому мы не встречаем здесь рабства в строгом смысле: весь труд лежит на женщинах, играющих роль настоящих рабынь: с ними всегда жестоко обращаются — хуже, чем с собаками; нередко кроме роли вьючного скота они играют и роль скота убойного. То же и у папуасов, хотя на некоторых островах (Фиджи) есть уже зародыши рабства. Здесь дикари настолько предусмотрительны, что оставляют в живых пленных в качестве пищи, но в промежуток времени между взятием в плен и съедением военнопленные используются в качестве рабочих рук, тем более, что здесь встречаются уже зачатки земледелия. На других островах — Соломоновых, Новой Гвинее — рабами пользуются и как меновыми ценностями.
В Африке, классическом материке рабства, негры находятся в самых различных отношениях к рабству. У готтентотов рабства нет, да и по экономической своей организации они не чувствуют в нём надобности; даже положение женщин здесь не столь тяжёлое, как у аборигенов Австралии. Зато военнопленных убивают без милосердия.
У кафров место рабов заступают женщины.
У дикарей тропического пояса (от Гвинейского залива до области Великих озёр и Мозамбикского пролива), где цивилизация выше и уже существует земледелие, рабство вполне установилось: пленных здесь часто убивают, иногда съедают, но часть всегда сохраняется; чем более племя предано людоедству, тем менее в нём число рабов. Очень сильным стимулом к усилению рабства послужила здесь торговля рабами, принявшая особенно громадные размеры и ставшая особенно ужасной с того времени, когда в ней деятельное участие приняли европейцы. Источником рабства в этой части Африки являлись войны и набеги, но и задолженность, отцовская власть, судебные карательные меры.
Племена тропического пояса — «пояса рабства» — резко делятся на страны фетишистские и мусульманские. Из обитателей фетишистских стран, стоящих на низшей ступени развития, у одних (например у жителей Манбутту) пленных если и оставляют в живых, то лишь в качестве убойного скота; у других (Уганда) рабство хотя и существует, но ещё плохо организовано; у третьих (Ашанти, Дагомея) оно является вполне организованным институтом: здесь уже имеется класс домашних рабов, с которыми обращаются не особенно жестоко, и рабов-военнопленных, к которым жестоки и которых стараются как можно скорее продать. В мусульманских государствах рабов гораздо больше: на каждого свободного человека приходится по три-четыре невольника, многие частные лица имеют по тысяче рабов. Такие широкие размеры рабства обусловлены довольно значительным развитием хозяйства в этих государствах. К самой низшей категории рабов принадлежат военнопленные и дети невольников, рождённые вне брака: эти рабы представляют собой ходячую монету и вьючный скот; хозяева обращаются с ними самым безжалостным образом — не лучше, чем с домашними животными. Домашним рабам живётся несколько лучше: они входят в состав семьи и нередко пользуются влиянием; отношение к ним господ почти всегда ласковое. Положение третьей категории рабов ещё лучше: это — крепостные, отбывающие известную барщинную работу; выполнив положенное, они могут свободно располагать собой. Однако такая свобода есть лишь результат терпимости господ, а не юридического их положения. Наконец, существует ещё одна группа рабов — правительственных, составляющих организованную корпорацию и имеющих своего начальника, в выборе которого король сообразуется с их желаниями. Из них набираются солдаты, часто — чиновники и офицеры. Они даже имеют право сами владеть рабами.
У американских дикарей рабство не достигло такого развития, как у африканских негров. И здесь племена, всего ближе стоящие к первобытно-общинному строю, или совсем ещё не ввели у себя рабства, или место рабов у них заступают женщины. Таково положение на Огненной Земле.
Патагонцы и другие бродячие племена южноамериканских пампасов захватывают в плен женщин и детей, но редко оставляют жизнь пленным мужчинам, выменивая их на лошадей и скот.
Чем ближе к северу, к Перу и Мексике, тем чаще встречается рабство и тем оно более развито (майя). Американские эскимосы, обитающие на северных берегах, и индейцы, живущие в глубине материка, в общем не знали рабства, или же оно здесь — явление редкое и исключительное. На северо-западном берегу, у племён, происшедших от смешения эскимосов с индейцами, рабство укоренилось. У тлинкитов и индейцев канадской провинции Британская Колумбия рабы составляли около трети всего населения. Эти племена с рабами обращались очень жестоко. Рабы выполняли здесь все тяжёлые работы; ими вели значительную торговлю, они же заменяли ходячую монету. У тлинкитов, когда раб старился, его убивали. Часто рабы закалывались на могиле своего владельца; нередко их приносили в жертву богам. Столь же жестоки к рабам рабовладельческие племена индейцев чинуки и апачи.